# برج ۲۵
برج ۲۵ (به آن دیوارهای سفید نیز گفته می‌شود) بنایی مرتفع است که در مرکز نیکوزیا، پایتخت قبرس واقع شده‌است. طراحی این برج توسط معمار مشهور جهان ژان نوول انجام شده‌است و به دلیل طراحی و موقعیت اصلی آن، یکی از مهمترین نقاط دیدنی نیکوزیا است. برج ۲۵ با بلندای ۶۲ متر، چهارمین ساختمان بلند قبرس است.
طبقه همکف، نیم‌طبقه و شش طبقه بالاتر از آن دفاتر ارنست و یانگ (EY) است که چشم‌اندازهای شگفت‌انگیزی از شهر در جهت‌های مختلف دارد. هفت طبقه بعدی شامل آپارتمان‌های لوکس و منحصر به فردی، مشرف به کل پایتخت است. پنت هاوس دو طبقه بالا را اشغال می‌کند. طراحی بی نظیر آن به معماری سنتی قبرس شباهت دارد. استخر شنا یک ویژگی اضافی است که باعث می‌شود آپارتمان منحصر به فرد و احتمالاً گرانترین آپارتمان شهر باشد.
بیشتر آپارتمان‌ها از جمله پنت هاوس قبل از شروع ساخت و ساز به فروش می‌رسید. این ساختمان تقریباً ۲۵ میلیون یورو هزینه داشته‌است و تا ابتدای سال ۲۰۱۳ به پایان رسید.

## معماری

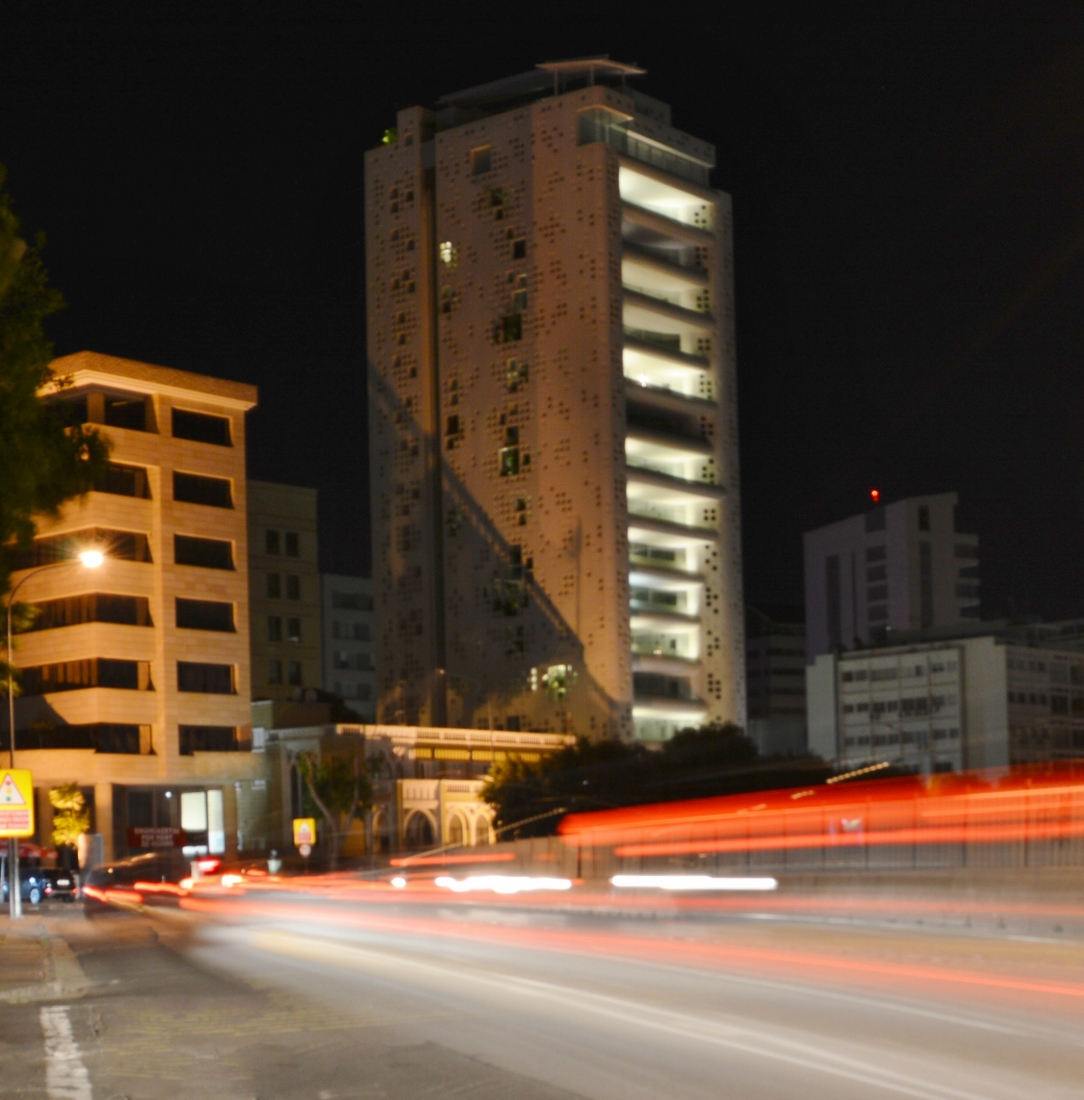
برج ۲۵ شبانه از خیابان استاسینو.

یک بالکن به طول کامل در هر طبقه منظره ای از شهر و دیوارهای تاریخی را نشان می‌دهد، همچنین امکان نور طبیعی در فضاهای نشیمن و دفاتر زیر را فراهم می‌کند. عرض و عمق بالکن در هر طبقه، یک تصور طبیعی را ایجاد می‌کند و سبب توهم عدم ایستایی ساختمان می‌شود.
نمای دیگر دارای الگوی به ظاهر تصادفی از فضاهای مربعی خالی است که به عنوان پنجره‌ها و همچنین دهانه‌های تهویه طبیعی مورد نیاز به دلیل آب و هوای گرم شهر مورد استفاده قرار می‌گیرد. در نمای جنوبی یک باغ عمودی با فضای کاشت در هر طبقه به جای بالکن خلق شده که برج ۲۵ را یک ساختمان سازگار با محیط زیست ساخته‌است. در عین حال این باغ عمودی فضای دلپذیرتری را در داخل ساختمان ایجاد می‌کند، چیزی که هنگام زندگی در مرکز شهر بسیار مورد نیاز است.

## موقعیت
موقعیت مکانی ساختمان با استحکامات ونیزی این شهر و در کنار میدان جدید الفتریا (که توسط زاها حدید باز طراحی شده و در حال حاضر در دست ساخت است) این امکان را به صاحبان آپارتمان‌ها و دفاتر می‌دهد تا با معماری زیبا و بسیار نزدیک به قلب قرون وسطایی شهر باشند. در عین حال، نزدیکی آن به خیابانهای اصلی خرده فروشی شهر، خیابان ماکاریو و خیابان تئمیستوکلی دروی، به صاحبان این فرصت را می‌دهد تا در مرکز شهر خرید کنند و ناهار بخورند. این ساختمان سبب توسعه بیشتر در منطقه اطراف خود خواهدشد.